# Samson Eitrem

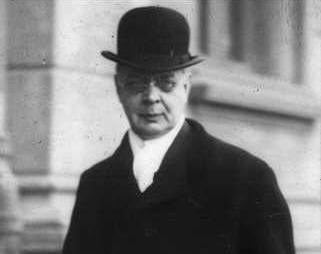
Samson Eitrem, ca. 1935

Samson Eitrem (* 28. Dezember 1872 in Kragerø; † 8. Juli 1966 in Oslo) war ein norwegischer klassischer Philologe, Papyrologe und Religionswissenschaftler.

## Leben
Samson Eitrem stammte aus einer alten westnorwegischen Bauernfamilie und wurde in der Kleinstadt Kragerø geboren. Er erhielt zunächst Privatunterricht, unter anderem in den Alten Sprachen, und besuchte ab 1888 die Kathedralschule in Bergen.
Nach der Reifeprüfung bezog er 1890 die Universität Christiania (später Oslo) und studierte Klassische Philologie, Französisch und Englisch. 1896 legte er das Schulamtsexamen ab. Im selben Jahr verfasste er über die Mythologie Ovids im Verhältnis zu ihren griechischen Quellen eine Preisschrift, die ihm 1898 ein Reisestipendium einbrachte. Im Oktober desselben Jahres immatrikulierte er sich an der Berliner Universität, um seine Studien zu vertiefen. Das philologische Seminar, geleitet von Ulrich von Wilamowitz-Moellendorff, zog zu dieser Zeit Studenten aus aller Welt an. Eitrem besuchte Lehrveranstaltungen bei Wilamowitz, Hermann Diels und Johannes Vahlen und wechselte im Herbst 1899 für ein Semester an die Universität Göttingen, wo der Latinist Friedrich Leo, der Gräzist Georg Kaibel und der Archäologe Karl Dilthey seine Lehrer waren. Vom Sommersemester 1900 bis Ende 1901 studierte Eitrem in Halle an der Saale bei dem Archäologen Carl Robert, dem Historiker Eduard Meyer und dem Philologen Friedrich Blass.
Während seiner Studienzeit in Berlin und Halle fand Eitrem zu seinen wichtigsten Forschungsgebieten. In Berlin regte ihn Hermann Diels zur Beschäftigung mit der antiken Religionsgeschichte an, in Halle Carl Robert zu mythologischen Studien. In seiner Doktorarbeit beschäftigte sich Eitrem mit Zwillingspaaren in der griechischen Mythologie und zog dazu auch epigraphisches und archäologisches Material heran. Im Dezember 1903 wurde er an der Osloer Universität mit der Dissertation Die göttlichen Zwillinge bei den Griechen promoviert.
Eitrems Studium folgte ein mehrmonatiger Aufenthalt in Griechenland. Er war im Deutschen Archäologischen Institut zu Gast, beschäftigte sich mit kunstarchäologischen und epigraphischen Studien und reiste in verschiedene Landschaften Griechenlands. Mit dem Leiter des DAI Wilhelm Dörpfeld unternahm er Exkursionen auf die Peloponnes und die ägäischen Inseln.
1912 wurde Eitrem an der Universität Oslo als Dozent angestellt und 1914 zum ordentlichen Professor ernannt. Sein langjähriger Kollege war Gunnar Rudberg, der von 1919 bis 1933 den zweiten Lehrstuhl für klassische Philologie innehatte. In seinen Jahren als Osloer Professor verfasste Eitrem seine wichtigsten Schriften. Er begründete außerdem die Osloer Papyrussammlung (Papyri Osloenses), deren Bestände er in den 20er und 30er Jahren in Ägypten ankaufte. 1945 trat Eitrem in den Ruhestand. Er setzte seine Forschungstätigkeit bis an sein Lebensende fort und gab noch in seinem 80. Lebensjahr Lehrveranstaltungen an der Universität, vor allem über römische Religion und Papyrologie.
Eitrem beteiligte sich mit Engagement an internationalen Forschungsprojekten. Er war Vertreter der Norwegischen Akademie der Wissenschaften bei der Union Académique Internationale. Für seine Verdienste wurde er zum korrespondierenden Mitglied zahlreicher ausländischer Akademien gewählt und erhielt die Ehrendoktorwürde der Universitäten Athen und Thessaloniki.

## Leistungen
Eitrem war einer der bedeutendsten Papyrologen und Religionswissenschaftler seiner Zeit. Er veröffentlichte seine Schriften sowohl in deutscher als auch in norwegischer Sprache. Sein Hauptwerk zur Religionsgeschichte war die Monografie Opferritus und Voropfer der Griechen und Römer (1915), das er durch die Reihe Beiträge zur griechischen Religionsgeschichte (1917–1919) ergänzte. Für Paulys Realencyclopädie der classischen Altertumswissenschaft, die Wilhelm Kroll in Deutschland herausgab, verfasste Eitrem viele umfangreiche Artikel aus den Bereichen Mythologie und Religionsgeschichte.
In der Papyrologie trat Eitrem nicht nur durch die Gründung, Verwaltung und Bearbeitung der Papyri Osloenses hervor, sondern auch durch Beiträge zur Erschließung und Deutung der Papyrusfunde. Dabei untersuchte er sowohl magische Papyri als auch literarische. Er unterstützte auch Karl Preisendanz bei seiner Sammlung Papyri Graecae Magicae (1928–1931).
Als in den 50er Jahren der Dyskolos des Menander entdeckt wurde, schlug Eitrem mehrere Textverbesserungen vor und veröffentlichte 1962 eine metrische Übersetzung des Stückes.

## Werke
- Opferritus und Voropfer der Griechen und Römer. A. W. Broggers Boktrykkeri, Kristiana, in Kommission bei Jacob Dybwad 1915